# Giuseppe Piantoni
Giuseppe Piantoni (Rimini, 18 juni 1890 – Conversano, 29 januari 1950) was een Italiaans componist, dirigent, pianist en organist.

## Levensloop
Piantoni studeerde aan het Conservatorio Statale di Musica "Gioacchino Rossini" in Pesaro bij onder andere Pietro Mascagni. Hij wisselde naar het Conservatorio di Musica "Giovan Battista Martini" in Bologna en behaalde aldaar uitstekende diploma's in compositie, orkestdirectie en het diploma voor piano en orgel.
Al vóór het behalen van zijn diploma's begon hij zijn activiteiten als dirigent in 1908 en 1909 was hij dirigent van de "Concerto Bandistico di Galiano Aterno" en behaalde met dit orkest schitterende resultaten. Na de Eerste Wereldoorlog, aan die hij heeft deelgenomen in de rang van luitenant, trouwt hij met een vrouw uit Soleto met wie hij drie zoons had (Giuseppe, die al op jonge leeftijd stierf, Mario en Giovanni).
Daarna verhuisde hij naar Presicce, eveneens in de provincie lecce, en werd dirigent van de plaatselijke banda. In 1922 en 1923 werd hij dirigent in Salento in de provincie Salerno van een uitstekende banda met zeventig muzikanten en een uitgebreid instrumentarium. Spoedig werd hij bekend als dirigent ook buiten de grenzen van de regio. Tijdens een vakantie in Campania deed hij een repetitie met de Banda Musicale di Frattamaggiore en het heeft onuitwisbare herinneringen in de hoofden en harten van alle achterlaten.
In 1925 vertrok hij naar Conversano en werd opvolger van Franco Galeoni als dirigent van de stedelijke banda. Eveneens werkt hij als leraar in de muziekschool en maakt belangrijke vernieuwing van die instrumentatie van het harmonieorkest. Hij heeft met dit orkest grote successen en wint gouden en zilveren medailles in de verschillende nationale wedstrijden, zoals die van Bologna, Perugia, Turijn en Palermo. Piatoni bleef 16 jaar met deze Banda Associazioni Musicali "Giuseppe Piantoni" Conversano verbonden en was tot 1928 dirigent.
Op 8 september 1932 gat zijn opera Il Tizianello in het theater "Piccinni" in Bari in première. Piantoni heeft niet alleen de muziek geschreven, maar ook het libretto. Het werk kreeg goede kritieken en werd door het publiek met succes opgenomen. In hetzelfde jaar volgden nog verdere uitvoeringen van deze opera in de theaters van Bari en in het Teatro "Giuseppe Verdi" in Brindisi.
Piantoni heeft nog 4 verdere opera's en orgelwerken gecomponeerd maar vooral marsen, dansen en concertwerken voor banda (harmonieorkest).

## Composities

### Werken voor orkest
- Preludio per orchestra
- Scherzo voor klein orkest

### Werken voor harmonieorkest
- Allegro di Concerto, voor klarinetten en harmonieorkest
- Eco del Baldo
- Fede e avvenire, sonate voor banda (harmonieorkest)
- Giralda
- Il Vincitore
- La Gil, ouverture
- Man, concert voor klarinet en harmonieorkest
- Oceanica, suite
- Pensiero e arte
- Prima rapsodia napoletana
- Quadri sinfonici
- Risveglio Bandistico
- Se io Fossi Re
- Sinfonia Italiana
- Sui Colli Euganei
- Visioni Messicane, preludio e tango sinfonico per grande banda

#### Marsen
- Addis Abeba
- Alba di gloria
- Arcobaleno
- Balilla della lupa
- Baroda
- Beniamino Gigli
- Bizzarria
- Carnevalesca
- Castelfidardo
- Celiando
- Come fioriscono le rose
- Diana pugnace
- Egiziana
- Eroi della Patria
- Etiopia Italiana
- Festa campestre
- Festanza

- Festa Patronale
- Fine festa
- Flamidie
- Florida
- Gli amanti del sogno
- Glorificazione
- Ignoti
- Il Vincitore
- Inno a Gorizia
- In Valcamonica
- I sorci verdi
- La città dorica
- La grande Banda
- Le girandole del sentimento
- Leccesina
- Lucciole vaganti
- Maggiolata marchigiana

- Marcia oscura
- Medea
- Montesanto
- Mugika
- Nomadi
- Oslavia
- Oriente
- Principe di Napoli
- Riccordi abruzzesi
- Santa Cecilia, processiemars
- Sul Montello
- Un saluto a Carovigno
- Vita napoletana
- Volere e potere
- Wenter
- Zingaresca

#### Treurmarsen
- Marcia funebre nr. 7
- Marcia funebre nr. 8

#### Dansen
- Fox trot
- Hoop-là
- Lotta del cuore, wals
- Modernità
- Rumba nostalgica
- Un friore appassito (mazurka)
- Verdeina (mazurka)

### Muziektheater

#### Opera's
| Voltooid in | titel             | aktes | première                                   | libretto         |
| ----------- | ----------------- | ----- | ------------------------------------------ | ---------------- |
| 1932        | Il Tizianello     |       | 8 september 1932, Bari, Theater "Piccinni" | van de componist |
|             | L'Amore Che Torna |       |                                            |                  |
|             | Canto d'amore     |       |                                            |                  |
|             | Il Gran Topazio   |       |                                            |                  |
|             | I Mietitori       |       |                                            |                  |

### Vocale muziek
- Non so, voor zangstem en piano
- Presagio, aria voor bas en piano
- Romanza in Mi maggiore (E groot), voor zangstem en orkest
- Serenata, wals voor zangstem, orkest en piano
- Spes ultima dea, romance voor zangstem en piano

### Kamermuziek
- Giga per quintetto d'archi, voor strijkkwintet

### Werken voor orgel
- Preludio festivo: San Francesco d'Assisi